# محسن نبوی
محسن نبوی (زاده مرداد ۱۳۵۸ در شیراز) کارگردان فیلم، فیلم‌نامه‌نویس، هنرپیشه و منتقد سینما و تئاتر اهل ایران است.
او فعالیت خود را در حوزه سینما با فیلم کوتاه «این روزها» در انجمن سینمای جوانان ایران آغاز کرد و در ادامه وارد دنیای حرفه‌ای سینما شد. وی هم‌چنین با روزنامه بانی‌فیلم، سایت خبری فیلم کوتاه و ماهنامه تخصصی فیلم کوتاه همکاری می‌کند.

## فیلم‌شناسی

### فیلم‌های کوتاه داستانی
- این روزها (۱۳۸۴)
- آکواریوم (۱۳۸۷)
- گلوگاه (۱۳۸۹)[۲]
- آخرین صدای زمین (مستند کوتاه) (۱۳۸۹)
- پروانگی (۱۳۹۳)
- نجاتم بده (لابلای درختان) (۱۳۹۵)[۳]
- جامپینگ (۱۳۹۹)
- ققنوس (۱۴۰۱)

### بازیگر
- همسنگار (۱۳۹۰)
- چرخ فلک (مجموعه تلویزیونی) (۱۳۹۱)
- قرمز، مارمولک، آقا و خانم اسمیت (۱۳۹۱)[۴]
- پیش از طلوع (۱۳۹۳)[۵]
- مشکلات خود را به ما بسپارید (۱۳۹۳)[۶][۷]
- مردی بر کوه نقره (۱۳۹۹)

### فیلمنامه
- روزی که مینا گم شد (۱۳۹۰)
- سفر زمان (۱۳۹۱)
- یک دزدی عاشقانه (۱۳۹۴)

کتابها
- رازهای جذب اسپانسر و سرمایه گذار فیلم  (۱۳۹۵)
- ویدیومارکتینگ برای مدرسان (۱۳۹۷)

## جوایز
- برنده جایزه بهترین فیلم کوتاه درام از جشنواره جی‌اس‌اف کن فرانسه برای فیلم کوتاه «نجاتم بده» (۲۰۱۹)[۸]
- برنده جایزه بهترین کارگردانی جشنواره جی‌اس‌اف کن فرانسه برای فیلم کوتاه «نجاتم بده» (۲۰۱۹)[۸]
- برنده جایزه بهترین فیلم داستانی بخش اکو از جشنواره فیلم رورال اسپانیا برای فیلم کوتاه «نجاتم بده» (۲۰۱۸)[۹]
- برنده جایزه بهترین فیلم کوتاه از دهمین جشنواره بین‌المللی اکوفیلم کوالالامپور مالزی برای فیلم کوتاه «نجاتم بده» (۲۰۱۷)[۳]
- برنده جایزه بهترین فیلم کوتاه و بهترین کارگردانی جشنواره بین‌المللی فیلم اوراسیا روسیه برای فیلم کوتاه «نجاتم بده» (۲۰۱۷)[۱۰]
- برنده جایزه بهترین فیلم کوتاه از ششمین جشنواره فیلم‌های پارسی استرالیا برای فیلم کوتاه «نجاتم بده» (۲۰۱۷)[۳]
- برنده جایزه بهترین فیلم از نگاه مخاطبان در جشنواره فیلم گرین‌موشن آلمان برای فیلم کوتاه «نجاتم بده» (۲۰۱۷)[۱۱]
- برنده جایزه بهترین فیلم از نگاه مخاطبان در جشنواره فیلم ساویلیانو برای فیلم کوتاه «نجاتم بده» (ایتالیا ۲۰۱۷)[۱۲]
- برنده جایزه بهترین کارگردانی از جشنواره بین‌المللی فیلم کوتاه لبنان برای فیلم کوتاه «نجاتم بده» (۲۰۱۷)[۳]
- دیپلم افتخار فیلمنامه در بخش جلوه‌گاه امید جشنواره کودک و نوجوان برای فیلمنامه فیلم «سفر زمان» به کارگردانی امیرشهاب رضویان (مهر ۱۳۹۲)
- منتخب حضور در جشنواره فیلم کوتاه سوسه ارمنستان برای فیلم کوتاه «نجاتم بده»[۱۳]
- منتخب حضور در جشنواره بین‌المللی فیلم آدانا برای فیلم کوتاه «نجاتم بده» (۲۰۱۷)[۳]
- منتخب حضور در جشنواره فیلم لایونز آمریکا برای فیلم کوتاه «نجاتم بده» (۲۰۱۷)[۱۴]
- منتخب حضور در جشنواره فیلم آکسفورد آمریکا برای فیلم کوتاه «نجاتم بده» (۲۰۱۸)[۱۵]
- منتخب حضور در جشنواره بین‌المللی گلدن‌بریج روسیه برای فیلم کوتاه «نجاتم بده» (۲۰۱۸)[۳]
- منتخب حضور در جشنواره فیلم برلین فلش آلمان برای فیلم کوتاه «نجاتم بده» (۲۰۱۷)[۳]
- منتخب حضور در بخش جایزه فیل طلایی از جشنواره بین‌المللی فیلم کودکان هند برای فیلم کوتاه «نجاتم بده» (۲۰۱۷)
- منتخب حضور در جشنواره فیلم یاری سوئد برای فیلم کوتاه «نجاتم بده» (۲۰۱۷)[۱۶]
- منتخب حضور در جشنواره فیلم جاگران هند برای فیلم کوتاه «نجاتم بده» (۲۰۱۷)[۱۷]
- منتخب حضور در جشنواره بین‌المللی فیلم ایندیپندنت دیز آلمان برای فیلم کوتاه «نجاتم بده» (۲۰۱۷)[۳]
- منتخب حضور جشنواره فیلم یاری سوئد برای فیلم کوتاه «پروانگی» (۲۰۱۵)[۱۸]
- تقدیر فیلمنامه در هفتمین جشنواره ملی فیلم کوتاه حسنات اصفهان (۱۳۹۷)[۱۹]
- نامزد بخش تجربی ششمین جشنواره فیلم سبز (۱۳۹۶)[۲۰]
- نامزد بخش دستاروردهای فنی و هنری بخش ویدئویی بیست و نهمین جشنواره بین‌المللی فیلم فجر برای طراحی صحنه فیلم «همسنگار» (بهمن ۱۳۸۹)